# Mát lạnh tử thi
Mát lạnh tử thi (tiếng Latinh: algor mortis, trong đó algor nghĩa là "cái lạnh", mortis nghĩa là "của cái chết") là một giai đoạn sau cái chết khi nhiệt độ cơ thể xác chết giảm xuống. Nhìn chung giai đoạn này diễn ra nhanh chóng cho đến khi nhiệt độ xác chết bằng với nhiệt độ môi trường xung quanh xác, mặc dù có những nhân tố có thể tác động đáng kể lên quá trình này.

## Vận dụng trong khoa học pháp y và phá án
Đo nhiệt độ trực tràng của tử thi có thể cung cấp một vài manh mối về thời gian chết. Cho dù sự dẫn nhiệt (khiến giảm nhiệt cơ thể) tuân theo một đường cong phân rã dạng hàm mũ song có thể xấp xỉ nó thành đường tuyến tính, từ đó thu được một số kết quả: trong giờ đồng hồ đầu tiên, nhiệt độ xác giảm 2 °C, sau đó cứ mỗi giờ lại giảm thêm 1 °C cho đến khi nhiệt độ xác gần tương đương với nhiệt độ môi trường xung quanh xác.
Một công thức gọi là công thức Glaister cho phép ước lượng độ dài thời gian tính từ khi chết đến một thời điểm nhất định. Công thức này giả định rằng sự giảm nhiệt độ trực tràng tuân theo đường tuyến tính.
{\displaystyle {\frac {98,4\,^{\circ }{\rm {F}}-{\text{nhiet do truc trang tinh bang do F}}}{1,5}}}
Khi xác bắt đầu phân hủy thì nhiệt độ bên trong xác lại có chiều hướng tăng trở lại.

## Các nhân tố ảnh hưởng đến tốc độ mát lạnh tử thi
Nói chung, sự thay đổi nhiệt độ không phải là cách chính xác để xác định thời gian chết do quá trình này bị ảnh hưởng bởi một số nhân tố như sau:
- Sự ổn định hoặc bất ổn định của nhiệt độ môi trường xung quanh xác
- Độ dẫn nhiệt của bề mặt nơi xác chết tọa lạc
- Bệnh lý hoặc dược phẩm gây tăng nhiệt độ cơ thể vào thời điểm chết, từ đó làm tăng mức nhiệt khởi đầu của quá trình mát lạnh tử thi
- Sự tồn tại của "cao nguyên nhiệt" - tức là một khoảng thời gian có độ dài cực kì khác nhau giữa các trường hợp - mà trong đó nhiệt độ cơ thể không giảm đi.[3]